# Проспект Ілліча (Донецьк)

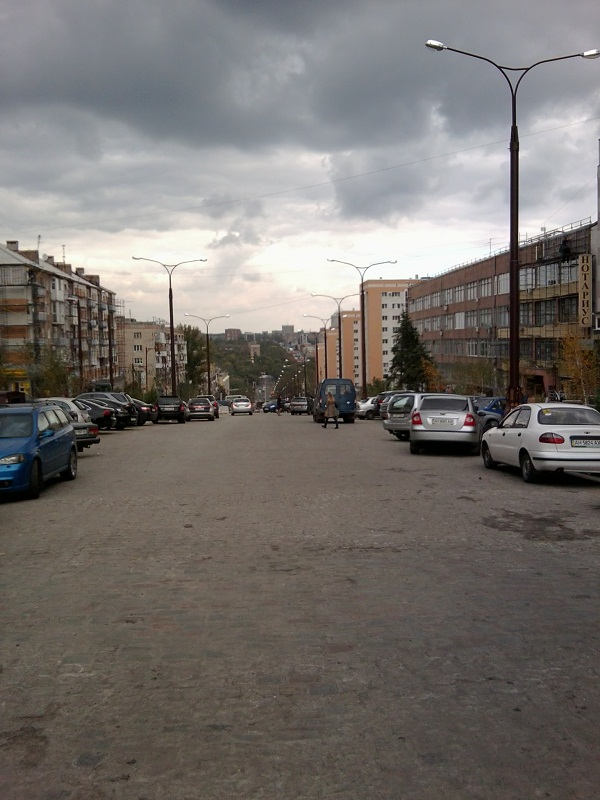
Проспект Ілліча

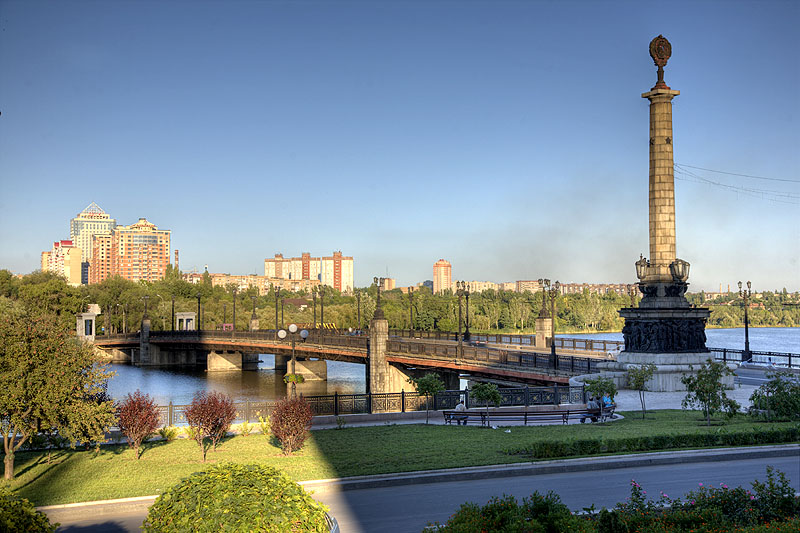
Міст по проспекту Ілліча та набережна Кальміусу

Проспект Ілліча — одна з головних вулиць міста Донецька. Розташований між площею Леніна та розвилкою «Мотель». Один із двох проспектів міста, названий на честь Леніна.

## Опис
Проспект Ілліча починається у Ворошиловському районі, від площі Леніна, і завершується в Калінінському районі. Довжина вулиці становить близько п'яти кілометрів. Останню реконструкцію проспекту Ілліча було проведено 2011 року — перекладена бруківка від площі Леніна до площі Конституції, прокладена зливова каналізація, відреставровані фасади будівель, проведено озеленення.

## Транспорт
Проспектом курсує багато видів міського транспорту, зокрема автобуси № 28, 46, 111, 107, тролейбуси № 4,7,11,12,15 та багато мікроавтобусів.